# George Cansdale
George Soper Cansdale (né le 29 novembre 1909 à Brentwoood, dans l'Essex, mort le 24 août 1993 à Great Chesterford, dans l'Essex), zoologiste de nationalité britannique, fut le superintendant du Zoo de Londres (1948-1953).

## Parcours
George Cansdale travailla au Service forestier colonial de la Côte-de-l'Or, en Afrique de l'Ouest, de 1934 à 1948.
Il fut recruté par la Société Zoologique de Londres comme superintendant en mai 1948 pour une durée de cinq ans. À ce titre, Cansdale dirigea le Zoo de Londres de 1948 à 1953.
C'était également une personnalité familière de la télévision et de la radio britannique BBC à partir des années 1950 jusque dans les années 1980. Il fut notamment chroniqueur animalier dans l'émission télévisée pour enfants Blue Peter et aussi dans l'émission radiophonique pour enfants Children's Hour.
Il a produit des séries télévisées de programmes documentaires animaliers et écrit des ouvrages sur les animaux.
Dans les années 1960, Cansdale devint directeur du Marine Land de Morecambe, du Zoo de Chessington et de Natureland à Skegness.

## Ouvrages
- Animals of West Africa (1946)
- Animals and Man (1952)
- George Cansdale's Zoo Book (1953)
- Belinda the Bushbaby (1953)
- Reptiles of West Africa (1955)
- The Ladybird Book of Pets (1957)
- The Ladybird Book of British Wild Animals (1958)
- West African Snakes (1961)
- Behind the Scenes at a Zoo (1965)
- Animals of Bible Lands (1965)

## Séries télévisées
- Popular Animal Fallacies
- Heads, Tails and Feet
- Looking at Animals
- All About Animals